# ГАЕС Ла-Муела ІІ
ГАЕС Ла-Муела ІІ — гідроелектростанція на сході Іспанії. Розташована у середній течії річки Хукар, яка впадає у Валенсійську затоку Середземного моря.
З кінця 1980-х років в експлуатації знаходилась ГАЕС Ла-Муела-Кортес, яка використовувала в своїй роботі два резервуари:
- створене на Хукар водосховище ГЕС Кортес ІІ об'ємом 118 млн м3;
- розташований на висотах правого берегу Хукару на 0,5 км вище штучний резервуар Ла-Муела з об'ємом 20 млн м3.
Великий об'єм резервуарів, а також зростання попиту на балансуючі потужності в умовах розвитку відновлюваної енергетики, призвели до рішення створити за описаною вище схемою ще одну гідроакумулюючу станцію — Ла-Муела ІІ. Будівельні роботи розпочались у 2006-му та тривали сім років. Як і перша станція, ГАЕС Ла-Муела ІІ споруджена у підземному виконанні. Вона включає головний машинний зал розміром 117х19,9 метра та висотою 50 метрів. Крім того, трансформаторне обладнання розміщене в окремому підземному приміщенні розміром 81х19,2 метра та висотою 18 метрів. Споруджено також тунелі для зв'язку з верхнім та нижнім резервуарами, доступу персоналу та прокладання ліній електропередачі. Всього під час будівництва була потрібна виїмка 265 тис. м3 породи.
Машинний зал обладнаний чотирма оборотними турбінами типу Френсіс, які видають загальну потужність 850 МВт у турбінному та 740 МВт у насосному режимах. При чистому напорі у 450 метрів річне виробництво станції очікується на рівні 0,8 млрд кВт-год.
Зв'язок з енергосистемою відбувається по ЛЕП, що працює під напругою 400 кВ.
У проект Ла-Муела ІІ компанія Iberdrola інвестувала біля 350 млн євро.